# Phyllobius viridicollis
Phyllobius viridicollis är en skalbaggsart som först beskrevs av Fabricius 1792.  Phyllobius viridicollis ingår i släktet Phyllobius, och familjen vivlar. Arten är reproducerande i Sverige.

## Bildgalleri

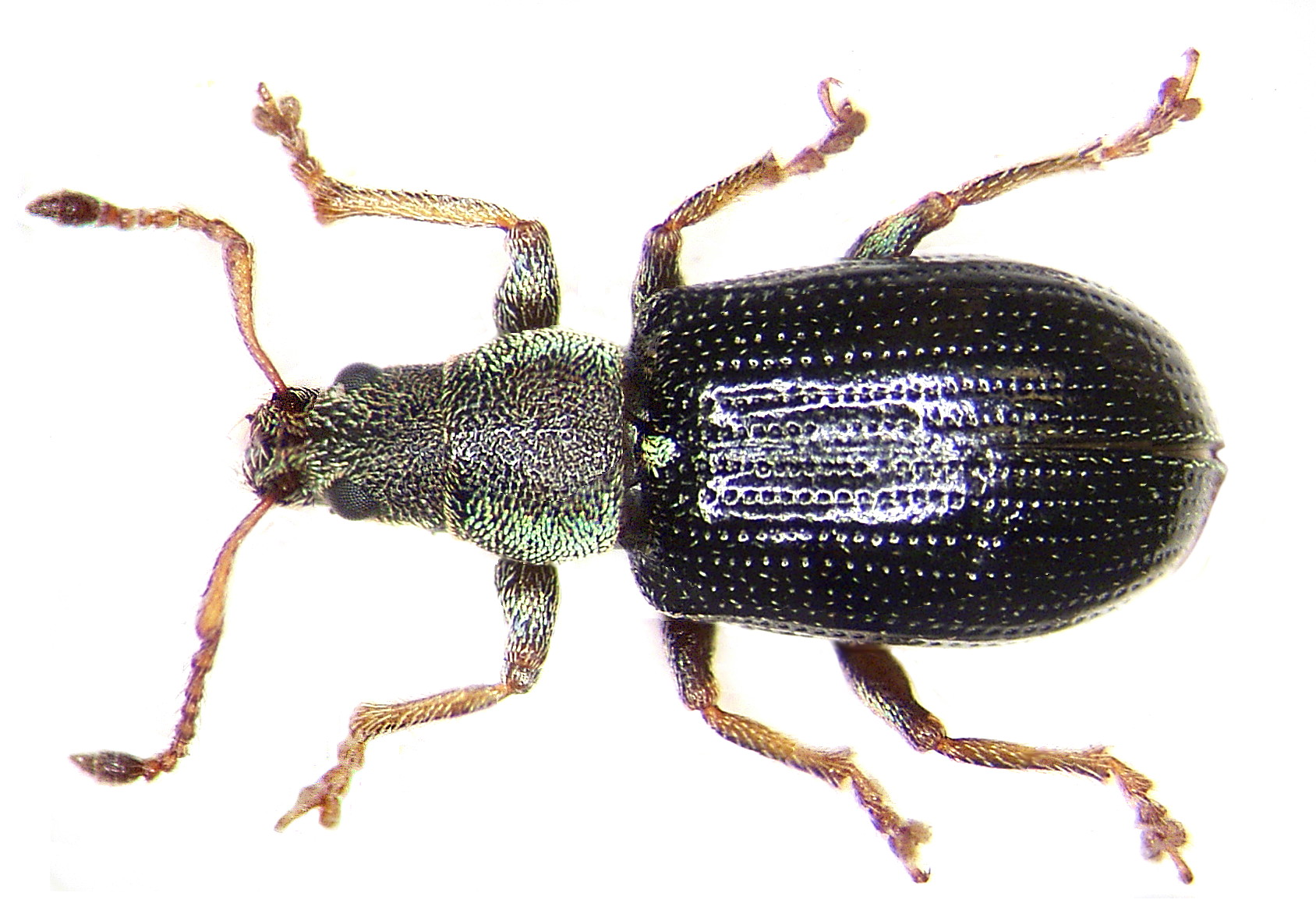